# Jack Waite
Jack Waite (Madison, 1º maggio 1969) è un ex tennista statunitense.

## Carriera
In carriera ha vinto 3 titoli di doppio. Nei tornei del Grande Slam ha ottenuto il suo miglior risultato raggiungendo il terzo turno nel doppio agli US Open nel 1997, in coppia con il connazionale Dave Randall, e di doppio misto all'Open di Francia nel 2000, e a Wimbledon nel 1998.

## Statistiche

### Doppio

#### Vittorie (3)
| Numero | Anno | Torneo                                        | Superficie  | Compagno         | Avversari in finale           | Punteggio     |
| 1.     | 1994 | Campionati Internazionali di Sicilia, Palermo | Terra rossa | Tom Kempers      | Neil Broad Greg Van Emburgh   | 7-6, 6-4      |
| 2.     | 1996 | Heineken Open, Auckland                       | Cemento     | Marcos Ondruska  | Jonas Björkman Brett Steven   | WALKOVER      |
| 3.     | 1996 | Marbella Open, Marbella                       | Terra rossa | Andrew Kratzmann | Pablo Albano Lucas Arnold Ker | 6-7, 6-3, 6-4 |